# Gerardo Navarrete
Pour les articles homonymes, voir Navarrete.
Gerardo Ignacio Navarrete Barrientos, surnommé La Joya, né le 14 juillet 1994 à Concepción, est un footballeur chilien qui joue comme milieu offensif au CD O'Higgins.

## Palmarès
- Championnat du Chili D2:
  - Champion: 2013-T.